# Елізабет Мей МакКлінток
Елізабет Мей МакКлінток (1912–2004) — ботанік, яка народилася у Лос-Анджелесі, США, та виросла неподалік від гір Сан-Хасінто. Отримала ступінь бакалавра та ступінь магістра у Каліфорнійському університеті в Лос-Анджелесі та ступінь кандидат наук з ботаніки у Мічиганському університеті. Вона спеціалізувалася на таксономії квіткових рослин, особливо на тих, що ростуть у Каліфорнії. Е. МакКлінток задокументувала інвазійні види рослин у Каліфорнії, та узагальнила інформацію про токсичність отруйних рослин, які культивуються у штаті.

## Діяльність
З 1941 до 1947 року вона була ботаніком гербарію у Каліфорнійському університеті в Лос-Анджелесі. З 1949 до виходу на пенсію у 1977 році займала посаду куратора кафедри ботаніки у Каліфорнійській академії наук. Також була співробітником Гербарію у Каліфорнійському університеті в Берклі та співпрацювала із проектом The Jepson Manual.
У 2002 була нагороджена меморіальною медаллю Віча Королівського садівничого товариства.
Померла д-р Елізабет МакКлінток у будинку Hanna House у місті Санта-Роса у віці 92 років (2004 рік).

## Наукові праці
- Trees of Golden Gate Park and San Francisco. Ця книга заснована на працях Е. МакКлінток, чия колонка про дерева Golden Gate Park була особливістю журналу Тихоокеанського садівництва (англ. Pacific Horticulture magazine) протягом двадцяти п'яти років.